# Karlubitz
Karlubitz (auch Karlubietz, polnisch Karłubiec, 1936–1945 Karlshorst O.S., 1945–1951 Karlubiec) ist eine Ortschaft in Oberschlesien. Karlubitz ist ein Ortsteil von Gogolin im Powiat Krapkowicki in der polnischen Woiwodschaft Oppeln.

## Geographie

### Geographische Lage
Das Angerdorf Karlubitz liegt drei Kilometer westlich vom Stadtzentrum von Gogolin. Der Ort liegt in der Wyżyna Śląska (Schlesisches Hochland) innerhalb der Chełm (Chelm). Südlich von Karlubitz verläuft die Autobahn A4. Durch Karlubitz verlaufen mehrere Woiwodschaftsstraßen, darunter die DW 423 und die DW 424.

### Nachbarorte
Nachbarorte von Karlubitz sind im Osten die Stadt Gogolin und im Süden der Krappitzer Stadtteil Otmęt (Ottmuth).

## Geschichte

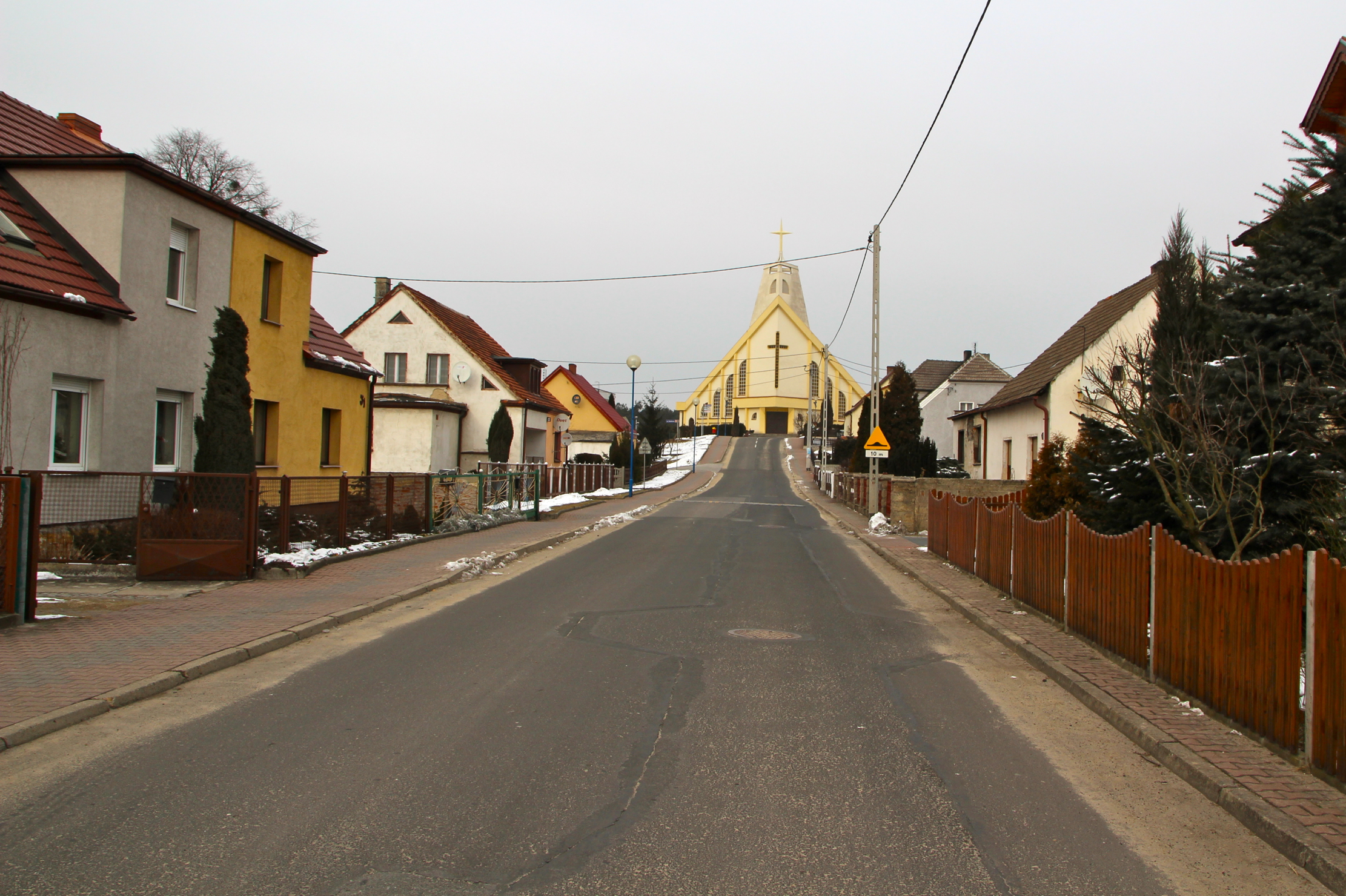
Ortspartie

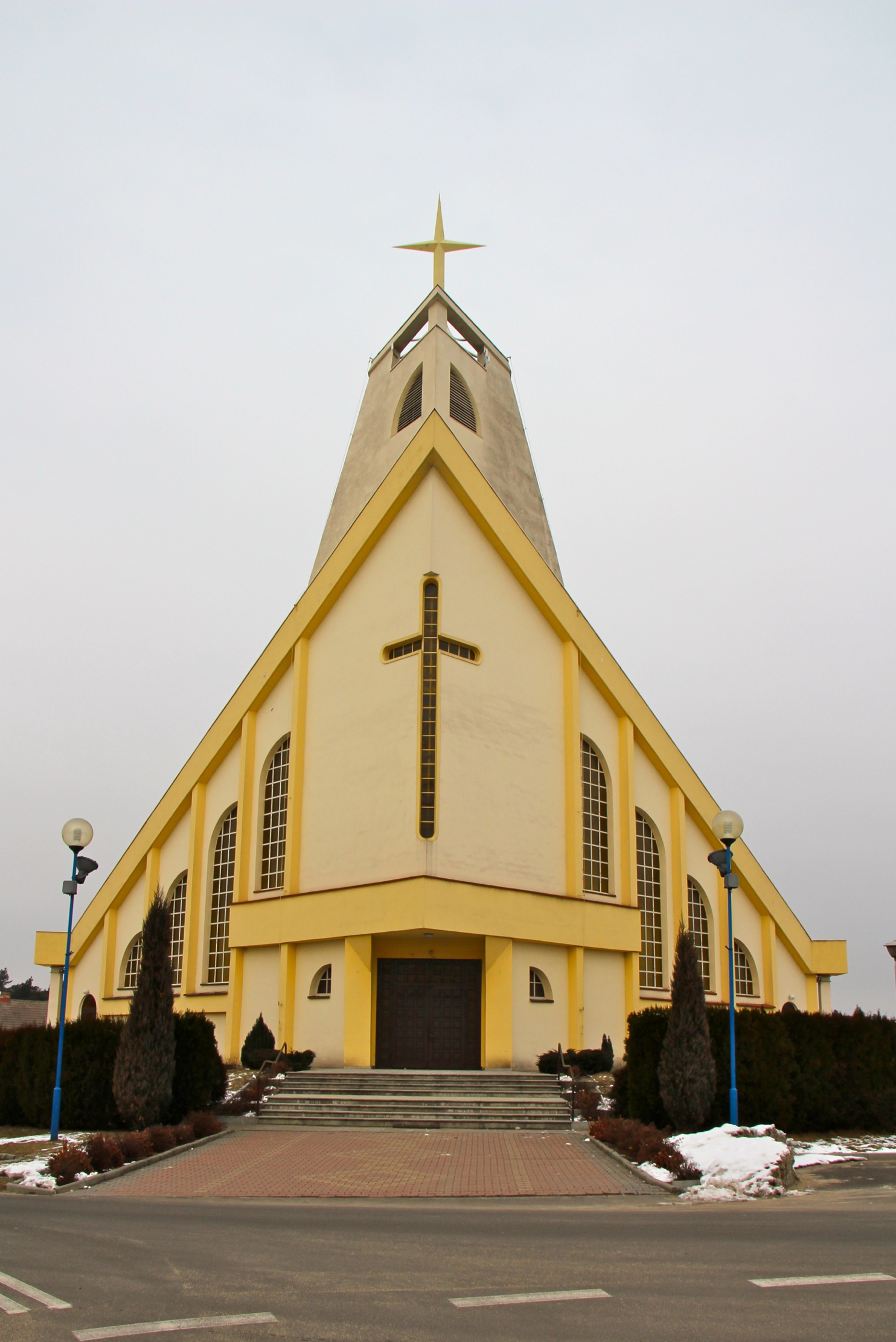
Kirche St. Anna und Joachim

Der Ort wurde 1302 erstmals urkundlich als Katlubetz erwähnt.
Nach dem Ersten Schlesischen Krieg fiel Karlubitz 1742 mit dem größten Teil Schlesiens an Preußen.
Nach der Neuorganisation der Provinz Schlesien gehörte die Landgemeinde Karlubitz ab 1816 zum Landkreis Groß Strehlitz im Regierungsbezirk Oppeln. 1845 bestanden in Ort ein Vorwerk (Emilienhof)m ein Kretscham und 31 Häuser. Im gleichen Jahr zählte Karlubitz 233  Einwohner, allesamt katholisch. 1865 hatte der Ort 6 Bauern-, 6 Gärtner- und 26 Häuslerstellen sowie ein Wirtshaus, eine Försterei und einen Kramladen. Eingepfarrt waren die Bewohner nach Otmęt. 1874 wurde der Amtsbezirk Ottmuth gegründet, welcher die Landgemeinden Chorulla, Karlubitz, Mallnie, Oberwitz, Oderwanz und Ottmuth und die Gutsbezirke Vorwerk Dallnie, Vorwerk Emilienhof, Karlubitz und Oberwitz Vorwerk umfasste.
Bei der Volksabstimmung in Oberschlesien am 20. März 1921 stimmten 165 Wahlberechtigte für einen Verbleib bei Deutschland und 208 für Polen. Karlubitz verblieb beim Deutschen Reich. 1933 lebten im Ort 967 Einwohner. Am 1. Oktober 1935 wurde Kartlubitz nach Gogolin eingemeindet. Am 4. Juli 1936 wurde der Ortsname in Karlshorst O.S. geändert. 1939 hatte der Ort 1289 Einwohner. Bis 1945 befand sich der Ort im Landkreis Groß Strehlitz.
1945 kam der bisher deutsche Ort unter polnische Verwaltung und wurde in Karlubiec umbenannt und der Woiwodschaft Schlesien angeschlossen. 1950 kam der Ort zur Woiwodschaft Oppeln. 1951 wurde der Ortsname in Karłubiec geändert. und 1999 zum Powiat Krapkowicki. Am 30. April 2010 erhielt der Ort zusätzlich den amtlichen deutschen Ortsnamen Karlubitz.

## Sehenswürdigkeiten
- Römisch-katholische Kirche St. Anna und Joachim
- Denkmal für die Gefallenen beider Weltkriege
- Steinerne Wegekapelle mit Nepomukstatue
- Wegekreuz